# 透彫
透彫（すかしぼり）とは、彫刻技法の一種である。金属板や木材などの素材を鏨（たがね）や鑿（のみ）で彫り抜くことで文様をあらわす。

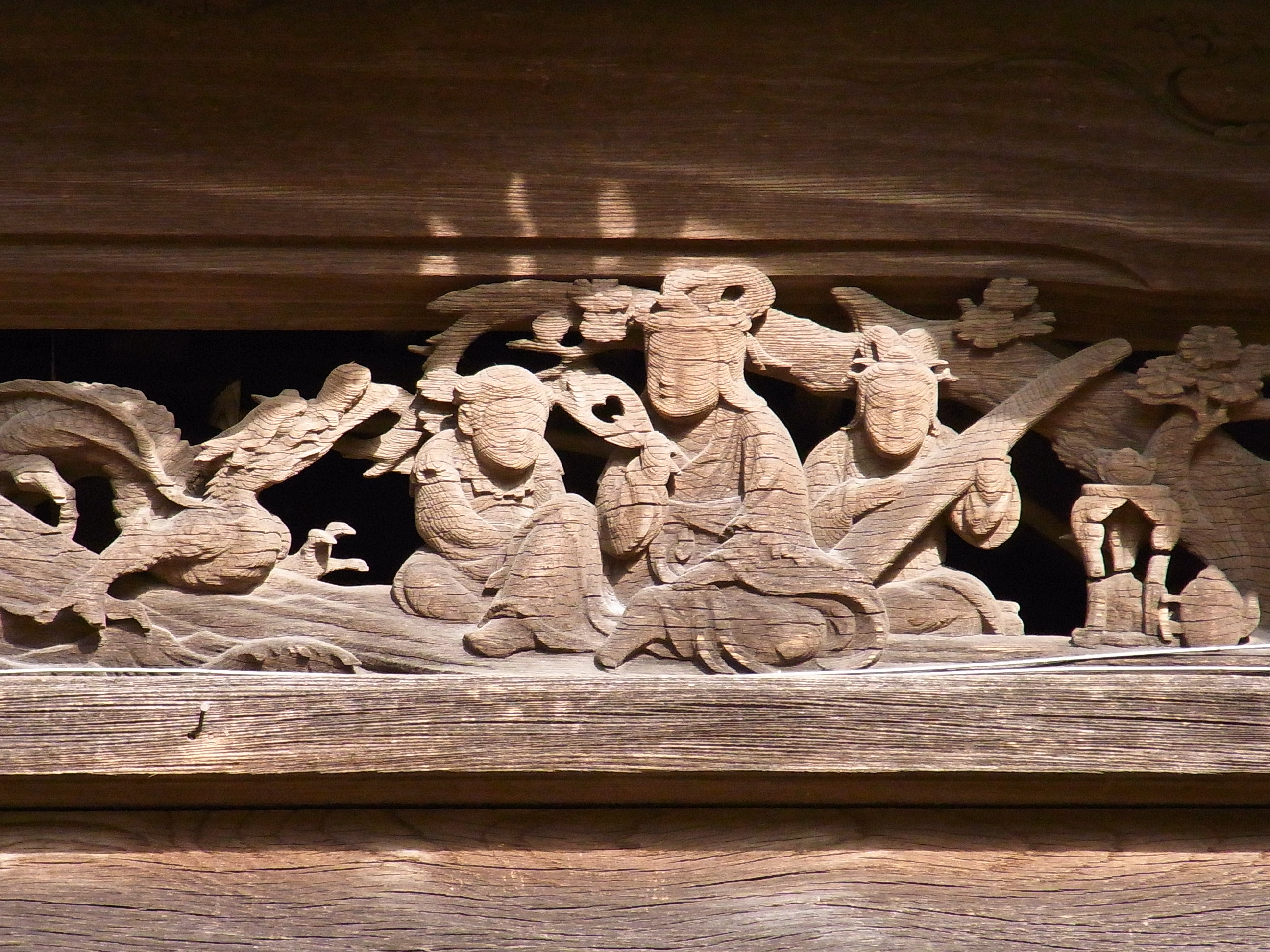
円覚寺の欄間。

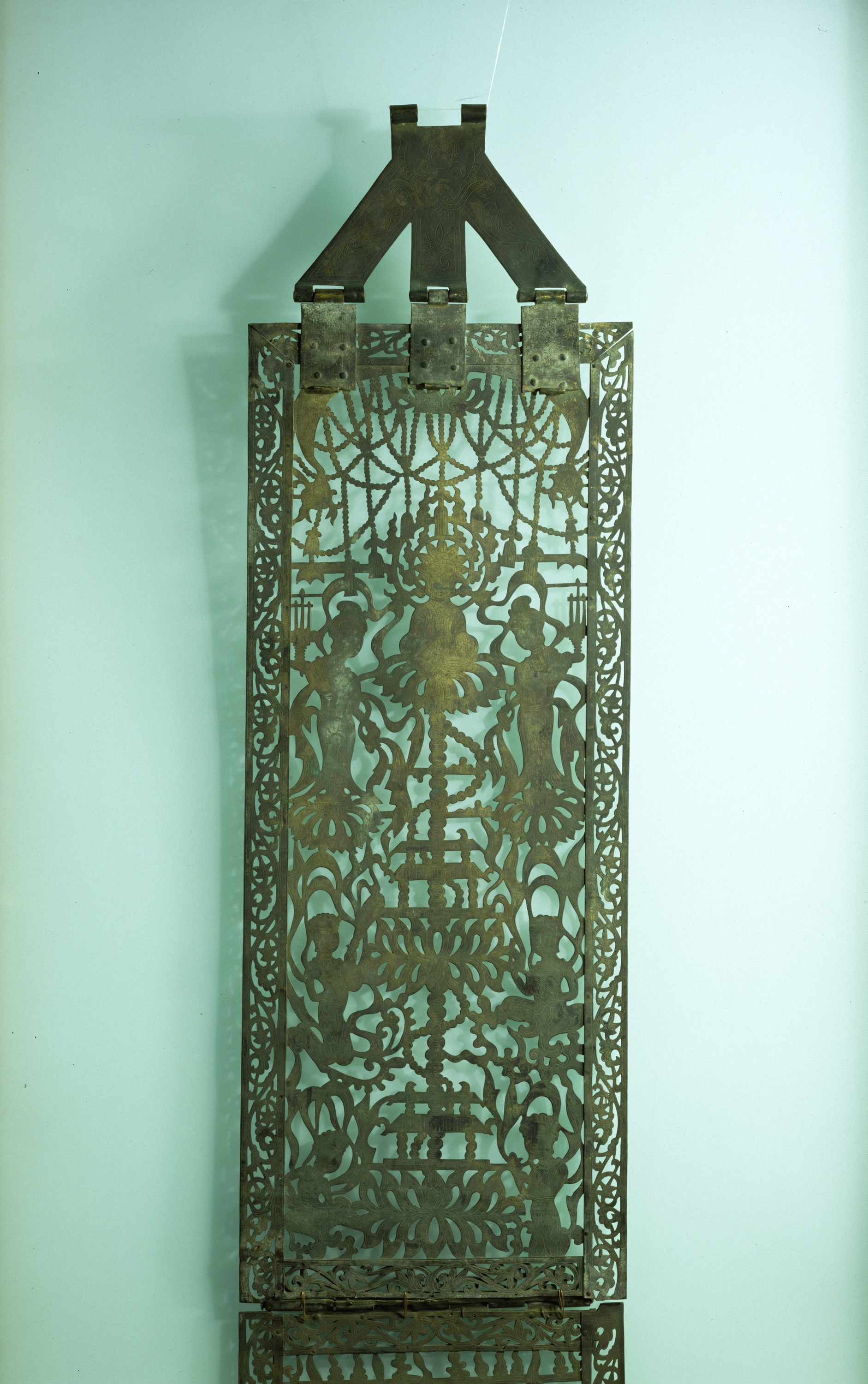
金銅灌頂幡。銅製透彫鍍金。

金工品においては背景を切り抜く「地透かし」と文様を切り抜く「文様透かし」の2種類の技法に大別される。地透かしは古くは古墳時代から眉庇付冑などで既に用いられており、文様透かしも飛鳥時代以降、各時代でもさかんに用いられる。かつては小さな穴を空けることで文様の輪郭を造り切鏨（きりたがね）で切り取っていたが、近世以降は糸鋸で切り取るようになった。透彫を用いた主な金工品としては金銅灌頂幡や法隆寺夢殿の救世観音像の宝冠などがあるほか、刀剣の鍔（つば）などによく施されている。
木工品においては金工品とは異なり文様を立体的に表現することが多い。ふるくは法隆寺金堂で見られ、以降は彫刻技法として各時代でさかんに用いられる。透彫を用いた主な木工品としては観心寺如意輪観音像の宝冠や平等院鳳凰堂阿弥陀如来像の天蓋などがあるほか、欄間や仏像の光背などでよくみられる。